# Nitta Yoshiaki
Yoshiaki Nitta (新田義顕, 1318-1338) est un samouraï du clan Nitta au Japon. Fils de Nitta Yoshisada, il combat pour l'empereur Go-Daigo lors de la période Nanboku-chō. Il est l'un des généraux présents au siège de Kanegasaki de 1337 lorsque la forteresse tombe aux mains des Ashikaga, grands ennemis du clan Nitta, Yoshiaki y est tué et le prince Tsunenaga est capturé.

## Source de la traduction
- (en) Cet article est partiellement ou en totalité issu de l’article de Wikipédia en anglais intitulé « Nitta Yoshiaki » (voir la liste des auteurs).